# Élections législatives gagaouzes de 2012
Des élections législatives ont lieu les 9 et 23 septembre 2012 pour élire les 35 membres de l'Assemblée populaire de Gagaouzie, région autonome de la république de Moldavie.

## Système électoral
L'assemblée populaire de Gagaouzie (Gagauzia Halk Toplusu) est le parlement monocaméral de la région autonome de Gagaouzie en Moldavie. Elle est composée de 35 membres élus pour quatre ans au scrutin uninominal majoritaire à deux tours dans autant de circonscriptions

### Conditions d'éligibilité
Sont éligibles les Gagaouzes âgés de plus de 21 ans, résidant dans la circonscription où ils se présentent et n'ayant pas perdu leurs droits civiques.  La loi électorale moldave n'autorisant pas les partis politiques régionaux à partir des élections de 1999, l'assemblée de la minorité turcophone gagaouze est marquée par la forte présence de candidats indépendants, se regroupant souvent en des "mouvements civiques" non reconnus comme partis.

## Candidatures
163 candidats se présentent aux élections dont 80 indépendants et 83 membres d'un parti politique.

## Résultats
La participation s'élève à 50,65 % au premier tour et 50,96 % au second.
| Partis | Partis                            | Premier tour | Premier tour | Second tour | Second tour | Total sièges  | +/-           |
| Partis | Partis                            | Voix         | Sièges       | Voix        | Sièges      | Total sièges  | +/-           |
| ------ | --------------------------------- | ------------ | ------------ | ----------- | ----------- | ------------- | ------------- |
|        | Indépendants                      | 32 239       | 8            | 22 808      | 17          | 25            | 4             |
|        | Parti des communistes (PCRM)      | 11 338       | 3            | 7 723       | 4           | 7             | 3             |
|        | Parti libéral-démocrate (PLDM)    | 5 316        | 1            | 3 324       | 1           | 2             | 2             |
|        | Parti des socialistes (PSRM)      | 1 676        | 1            | 133         | 0           | 1             | 1             |
|        | Parti démocrate (PDM)             | 937          | 0            |             | 0           | 0             | 2             |
|        | Parti social-démocrate (PSD)      | 842          | 0            | 0           | 0           | en stagnation |               |
|        | Parti socialiste du peuple (PPSM) | 110          | 0            | 0           | 0           | en stagnation |               |
|        | Parti libéral (PL)                | 83           | 0            | 0           | 0           | en stagnation |               |
|        | Mouvement Républicain (MRR)       | 49           | 0            | 0           | 0           | 2             |               |
|        |                                   |              |              |             |             |               |               |
| Total  | Total                             | 52 590       | 13           | 33 988      | 22          | 35            | en stagnation |